# Horacio Palma
Omar Enrique Di Palma (Buenos Aires, Argentina; 29 de abril de 1931 - 21 de octubre de 2016) fue un cantor e intérprete de tangos argentino.

## Biografía
Nacido en el barrio de Bajo Flores, Buenos Aires, Palma, inició su carrera a los 17 años tras ser descubierto por  Vicente De Marco, el autor y pianista de grandes estrellas como Azucena Maizani y Libertad Lamarque, al escucharlo cantar en su casa y lo llevó a estudiar, vocalizar y a presentarse a varios clubes famosos como el Café El Nacional. En el año 1957 ganó un concurso de música cuando tenía 22 años. Desde chico se relacionó con grandes cantores y famosos de aquel momento como José Razzano (cantante uruguayo que acompañó mucho tiempo a Carlos Gardel), Pedro Maffia, Hugo del Carril y Lorenzo Barbero,entre otros.

## Carrera
Horacio Palma comenzó como cantante del género exclusivamente de tango junto a Argentino Ledesma.
Fue muy popular sobre todo en la década del '60 por trabajar durante un lustro canto con el gran violinísta y director de orquestas Juan D'Arienzo desde el 30 de junio de 1960 hasta 1964, firmando con el sello de la RCA Victor. Llegó a ganar $3.500 pesos oro en un recital que hizo en  Uruguay por cuatro años, y hasta 2.000 dólares en 30 días durante un viaje a Japón. Tuvo como compañeros en aquellos tiempos a los cantores Jorge Valdez, Rubén Guerra y Héctor Millán. También trabajó con Los reyes del Tango. y con el bandoneonista Ernesto Baffa.
En 1960 estuvo en el programa Aquí Armenonville,  emitido por Canal 9  y conducido por el locutor y conductor Carlos Arturo Orfeo, en la que tocó junto a su maestro D'Arienzo y el cantor Jorge Valdez.
Grabó 42 temas reconocidos con D'Arienzo como:
- Tambaleando
- Rompe y raja[6]
- En la madrugada
- El Vino Triste
- La Manzanita
- Adios Pampa mía
- Amigazo
- Una carta
- Tu amor fue una mentira[7]
- A puro curro con viola
- Dicha pasada de Guillermo Barbieri
- Paciencia
- Tiempos viejos
- Garronero
- Cielo De Sombras
- 14 De Diciembre
- Medianoche
- ABC Del Amor
- En La Madrugada
- El Caramelito
- Cuatro Pasos En Las Nubes
- Yo Soy Un Picaflor
- Háblame De Frente
- La última copa
- Se Casó El Abuelo
- Me llaman Milonga
- Valoro A Ese Hombre
- Del Compás Te llaman Rey
- Tu Verdugo
- Del Tiempo De La Morocha
- Los Hombres No Lloran
- El Tigre De Almagro
- Malevaje
- Amigazo
- Langosta
- Prometedora
- Soy Ladrón De Un Corazón
- Morocho Y Cantor
- A Mis Pagos Voy
- Chiquita Y Bonita
- Malumba
- Por eso vengo a cantar
- Yo me presento aquí[8]

Se distanció de D'Arienzo por una enemistad con otros miembros de su orquesta, Alberto Echagüe y Armando Laborde. Luego hizo su carrera como solista en la que grabó su CD  titulado Así canta Horacio Palma. Trabajó también con grandes como Héctor de Rosa, cantante de tango de Astor Piazzolla.
En los años sesenta supo ponerse un puesto de heladería en la que acudían personalidades de la talla de Tincho Zabala, Cacho Fontana y Héctor Gagliardi (poeta porteño, autor de versos como "La maestra", "El susto" y "La comadre") 
En el 2012 cantó junto a Mario Marmo en el ciclo televisivo Quiero al Tango donde hizo un homenaje al maestro Ernesto Franco y  ala orquesta de D'Arienzo.
En el 2013 y a sus 80 años reapareció en el programa "Hechos y protagonistas" conducida por Anabela Ascar por Crónica TV.

## Homenajes
El  23 de febrero de 2013 se le entregó la  "Flor de Lis del Porteño" por su gran trayectoria.